# 草兔
草兔（学名：Lepus capensis）为兔科兔属的哺乳动物。体长约50厘米，通常清晨或夜间出穴活动，活动范围常离窝不远，繁殖力极强。
在中国大陆，分布于黑龙江、吉林、辽宁、内蒙古、山西、陕西、青海、云南、甘肃、新疆、河北、山东、河南、安徽、湖北、江西、湖南、贵州、四川等地，多生活于森林草原、草原、荒漠、半荒漠及其绿洲。该物种的模式产地在非洲好望角。其种加词“capensis”意为“南非开普省的/好望角的”。

## 亚种
- 草兔长江流域亚种（学名：Lepus capensis aurigineus）。在中国大陆，分布于安徽、湖北、江西、陕西、贵州、四川等地。该物种的模式产地在江西九江。[3]
- 草兔中亚亚种（学名：Lepus capensis centrasiaticus）。在中国大陆，分布于内蒙古、甘肃、新疆等地。该物种的模式产地在甘肃酒泉。[4]
- 草兔川西南亚种（学名：Lepus capensis cinnamomeus）。在中国大陆，分布于四川、云南、等地。该物种的模式产地在四川宜宾。[5]
- 草兔湟水河亚种（学名：Lepus capensis huangshuiensis）。在中国大陆，分布于青海等地。该物种的模式产地在青海湟中湟水河谷多巴。[6]
- 草兔西域亚种（学名：Lepus capensis lehmanni）。在中国大陆，分布于新疆等地。该物种的模式产地在哈萨克斯坦锡尔河畔。[7]
- 草兔帕米尔亚种（学名：Lepus capensis pamirensis）。在中国大陆，分布于新疆等地。该物种的模式产地在帕米尔高原Sarui-kul湖附近。[8]
- 草兔中原亚种（学名：Lepus capensis swinhoei）。在中国大陆，分布于黑龙江、吉林、辽宁、内蒙古、山西、陕西、湖北、河南、江苏、安徽、山东等地。该物种的模式产地在山东曲阜。[9]
- 草兔内蒙古亚种（学名：Lepus capensis tolai）。在中国大陆，分布于内蒙古(呼伦贝尔草原、锡林郭勒草原、乌兰察布草原的农区、巴彦卓尔荒漠草原、鄂尔多斯草原等地。该物种的模式产地在蒙古鄂嫩河畔。[10]